# Trecasali
Trecasali est une ancienne commune italienne de la province de Parme, dans la région Émilie-Romagne. Le 1er janvier 2014, la commune est intégrée à Sissa Trecasali à la suite du regroupement des communes de Sissa, siège de la nouvelle commune et Trecasali. 

## Géographie
Trecasali est une commune de la Bassa parmense.

## Administration
| Période                                  | Période | Identité | Étiquette | Qualité |
| ---------------------------------------- | ------- | -------- | --------- | ------- |
|                                          |         |          |           |         |
| Les données manquantes sont à compléter. |         |          |           |         |

### Hameaux
Campedello, Canonica Vecchia, Case Bocelli, Case Obbi, Favaletto, Fontanone, Ronco Campo Canneto, San Quirico, Viarolo.

### Communes limitrophes
Fontanellato, Parme, San Secondo Parmense, Sissa, Torrile.